# Toronto Argonauts
Los Toronto Argonauts (en español: Argonautas de Toronto) es un equipo profesional de fútbol canadiense con sede en la ciudad de Toronto, en la provincia de Ontario, Canadá. Actualmente son miembros de la División Este de la Canadian Football League (CFL). Desde 2016 disputan sus partidos en casa en el BMO Field. Han conseguido ganar la Grey Cup en diecinueve oportunidades, más que cualquier otro equipo de la liga. Sus principal rival son los Hamilton Tiger-Cats.

## Historia de la franquicia
El equipo fue fundado en 1873 y es el equipo deportivo profesional más antiguo existente en América del Norte que todavía usa su nombre original, y es el equipo más antiguo que sobrevive tanto en la CFL actual como en la División Este. Los orígenes del equipo se remontan a una versión modificada del rugby que surgió en América del Norte en la segunda mitad del siglo XIX. Compitió originalmente en la Ontario Rugby Football Union desde 1883 hasta 1906, la Interprovincial Rugby Football Union desde 1907 hasta 1952, y en la Canadian Football League desde entonces.
El equipo fue fundado y es propiedad del Argonaut Rowing Club durante sus primeros 83 años, y ha sido propiedad de una serie de intereses comerciales desde 1956. Los Argonauts fueron un elemento fijo en la escena deportiva de Toronto durante décadas. En mayo de 2015 se anunció que el equipo fue comprado por Larry Tanenbaum, copropietario de Maple Leaf Sports & Entertainment y Bell Canada. La venta incluyó un traslado al estadio de la Major League Soccer, BMO Field para la temporada 2016, que durante mucho tiempo se propuso debido a la subutilización de la asistencia en el Rogers Center.
Dada la extensión de la historia de la franquicia, decenas de jugadores, entrenadores y directivos han sido honrados de alguna forma a lo largo de los años. El equipo reconoce a un grupo selecto de jugadores con números retirados: los primeros grandes Joe Krol y Dick Shatto, el incondicional liniero ofensivo Danny Nykoluk y Michael "Pinball" Clemons.

## Nombre y colores
Desde la fundación del equipo en 1873, el nombre de "los Argonautas" ha estado en uso continuo, un récord en los deportes profesionales norteamericanos. Las franquicias de las Grandes Ligas de Béisbol de los Chicago Cubs (1870) y Atlanta Braves (1871) son más antiguas, pero ambos equipos han cambiado su nombre más de una vez, y los Braves también han cambiado de ciudad. Los argonautas también afirman ser el equipo de fútbol profesional más antiguo de América del Norte. La afirmación es discutible, ya que los Hamilton Tigers datan de 1869; se fusionaron con los Hamilton Wildcats en 1950 para formar los Hamilton Tiger-Cats.
El nombre "Argonautas" se deriva de la mitología griega: según la leyenda, Jasón y los Argonautas eran un grupo de héroes que se propusieron encontrar el Vellocino de Oro a bordo del barco Argos en algún momento antes de la Guerra de Troya. Dado su tema náutico, el nombre Argonaut fue adoptado por un grupo de remeros aficionados en Toronto en 1872. El Argonaut Rowing Club, que aún existe hoy, fundó el club de fútbol con el mismo nombre un año después. Dadas sus raíces en un escuadrón de remo, el equipo a menudo se conoce como los "barqueros" y menos a menudo como los "remadores".
En el siglo XIX, los equipos de remo más famosos del mundo eran de la Universidad de Oxford y la Universidad de Cambridge en Inglaterra. Los remeros de Toronto, muchos de los cuales tenían asociaciones con las escuelas inglesas, adoptaron uniformes que incorporan el azul claro de Cambridge y el azul oscuro de Oxford. A su vez, los futbolistas adoptaron los colores y la frase "doble azul" se convirtió en sinónimo del equipo. El azul se ha convertido en el color tradicional de los equipos de alto nivel en Toronto, por ejemplo, los Toronto Maple Leafs y los Toronto Blue Jays.

## Palmarés
Campeonatos de la Grey Cup: 19 — 1914, 1921, 1933, 1937, 1938, 1945, 1946, 1947, 1950, 1952, 1983, 1991, 1996, 1997, 2004, 2012, 2017, 2022, 2023
Campeones de la División Este: 26 — 1911, 1912, 1914, 1920, 1921, 1922, 1933, 1937, 1938, 1945, 1946, 1947, 1950, 1952, 1971, 1982, 1983, 1987, 1991, 1996, 1997, 2004, 2012, 2017, 2022, 2024

## Estadios utilizados

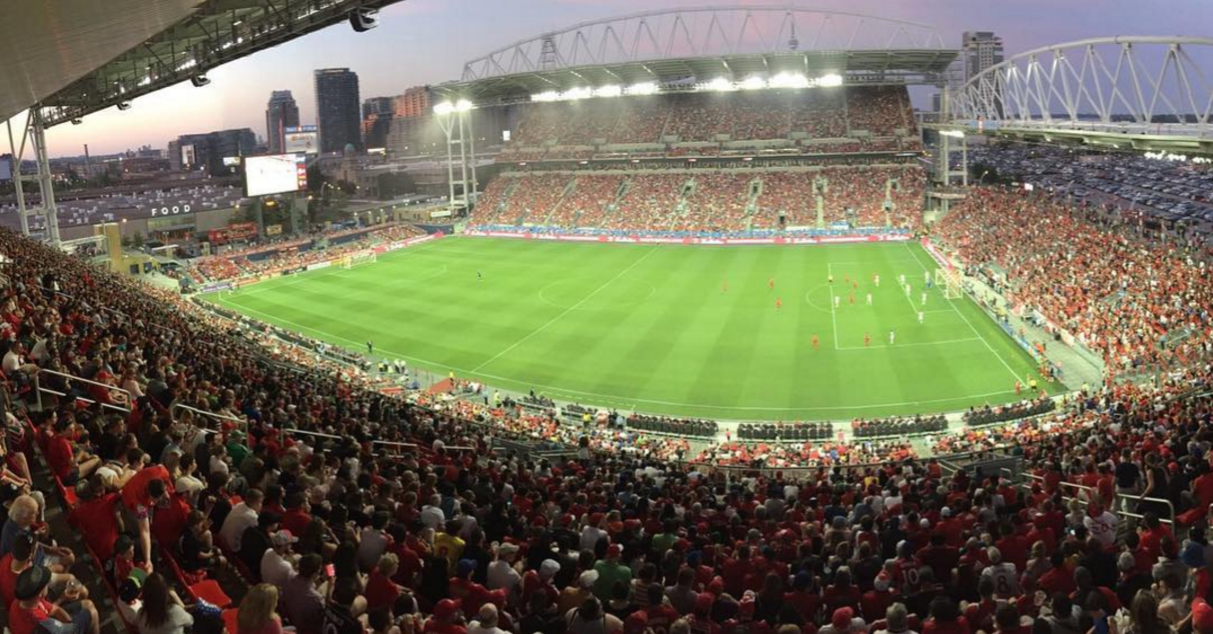
El BMO Field.

- Rosedale Field (1874–1897, 1908–1915)
- Varsity Athletic Grounds (1898–1907)
- Varsity Stadium (1916–1958)
- Exhibition Stadium (1959–1988)
- SkyDome / Rogers Centre (1989–2015)
- BMO Field (2016–presente)

## Victorias en la Grey Cup
| No  | Año  | Equipo ganador    | Resultado | Equipo perdedor                     | Estadio              | Ciudad    | Asistencia |
| --- | ---- | ----------------- | --------- | ----------------------------------- | -------------------- | --------- | ---------- |
| 1.  | 1914 | Toronto Argonauts | 14–2      | University of Toronto Varsity Blues | Varsity Stadium      | Toronto   | 10,500     |
| 2.  | 1921 | Toronto Argonauts | 23–0      | Edmonton Eskimos                    | Varsity Stadium      | Toronto   | 9,558      |
| 3.  | 1933 | Toronto Argonauts | 4–3       | Sarnia Imperials                    | Athletic Park        | Sarnia    | 2,751      |
| 4.  | 1937 | Toronto Argonauts | 4–3       | Winnipeg Blue Bombers               | Varsity Stadium      | Toronto   | 11,522     |
| 5.  | 1938 | Toronto Argonauts | 30–7      | Winnipeg Blue Bombers               | Varsity Stadium      | Toronto   | 18,778     |
| 6.  | 1945 | Toronto Argonauts | 35–0      | Winnipeg Blue Bombers               | Varsity Stadium      | Toronto   | 18,660     |
| 7.  | 1946 | Toronto Argonauts | 28–6      | Winnipeg Blue Bombers               | Varsity Stadium      | Toronto   | 18,960     |
| 8.  | 1947 | Toronto Argonauts | 10–9      | Winnipeg Blue Bombers               | Varsity Stadium      | Toronto   | 18,885     |
| 9.  | 1950 | Toronto Argonauts | 13–0      | Winnipeg Blue Bombers               | Varsity Stadium      | Toronto   | 27,101     |
| 10. | 1952 | Toronto Argonauts | 21–11     | Edmonton Eskimos                    | Varsity Stadium      | Toronto   | 27,391     |
| 11. | 1983 | Toronto Argonauts | 18–17     | BC Lions                            | BC Place             | Vancouver | 59,345     |
| 12. | 1991 | Toronto Argonauts | 36–21     | Calgary Stampeders                  | Winnipeg Stadium     | Winnipeg  | 51,985     |
| 13. | 1996 | Toronto Argonauts | 43–37     | Edmonton Eskimos                    | Ivor Wynne Stadium   | Hamilton  | 38,595     |
| 14. | 1997 | Toronto Argonauts | 47–23     | Saskatchewan Roughriders            | Commonwealth Stadium | Edmonton  | 60,431     |
| 15. | 2004 | Toronto Argonauts | 27–19     | BC Lions                            | Frank Clair Stadium  | Ottawa    | 51,242     |
| 16. | 2012 | Toronto Argonauts | 35–22     | Calgary Stampeders                  | Rogers Centre        | Toronto   | 53,208     |
| 17. | 2017 | Toronto Argonauts | 27–24     | Calgary Stampeders                  | TD Place Stadium     | Ottawa    | 36,154     |
| 18. | 2022 | Toronto Argonauts | 24–23     | Winnipeg Blue Bombers               | Mosaic Stadium       | Regina    | 33,330     |
| 19. | 2024 | Toronto Argonauts | 41–24     | Winnipeg Blue Bombers               | BC Place             | Vancouver |            |

## Camisetas retiradas
- 55: Joe Krol (1945–1952, 1955)
- 22: Dick Shatto1 (1954–1965)
- 60: Danny Nykoluk (1955, 1957–1971)
- 31: Michael "Pinball" Clemons (1989–2000)

## Jugador del Año
- Bill Symons (1968)
- Conredge Holloway (1968)
- Pinball Clemons (1990)
- Doug Flutie (1996, 1997)
- Damon Allen (2005)
- Chad Owens (2012)